# 尾鷲港

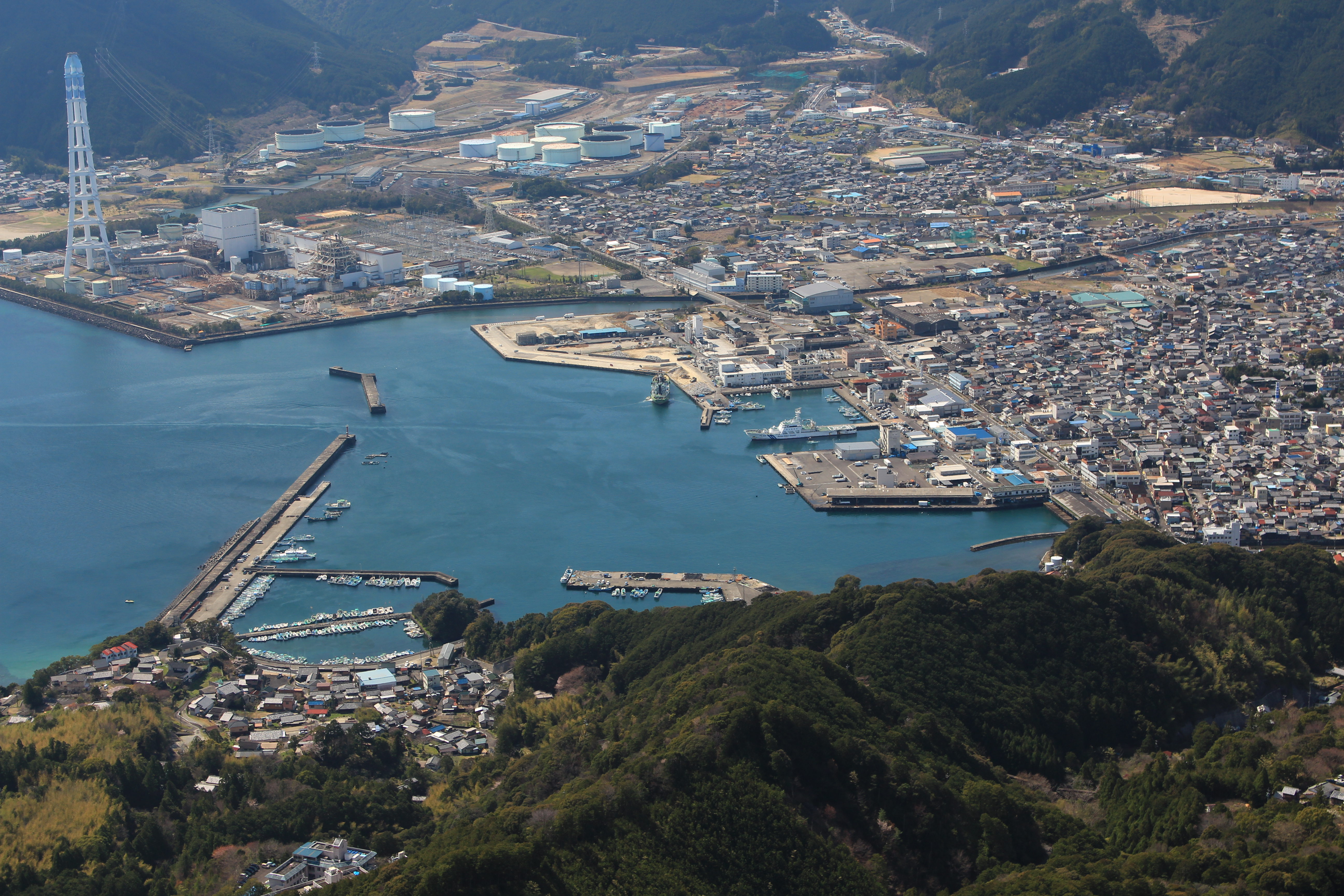
天狗倉山から見下ろす尾鷲港

尾鷲港（おわせこう）は、三重県尾鷲市にある重要港湾。港湾管理者は三重県。

## 概要
紀伊国東部から志摩半島にかけては、リアス式海岸が連続しており、古くから天然の良港として漁業や水運が盛んな地域であった。
尾鷲は明治以来三重県東紀州地域の中心とされ、1921年（大正10年）より本格的な港湾事業が実施された。
1967年（昭和42年）に重要港湾の指定を受けている。
遠洋漁業や地場産業の輸送拠点としての機能を持つ。
1966年（昭和41年）に開港指定され、主に中部電力尾鷲三田火力発電所向けの原油輸入拠点としての機能してきたが、貿易船の出入港数や輸出入額の条件を満たせなくなり、2017年（平成29年）1月1日付で開港指定が取り消された。
2013年（平成25年）4月28日にはハワイ沖で漁獲された遠洋の冷凍マグロが初めて水揚げされた。
また、三重県の「三重サンベルトゾーン構想」の重要拠点としても位置づけられている。
港には第4管区海上保安本部尾鷲海上保安部が置かれ、沿岸警備・海洋情報収集の他、尾鷲港における日出没・潮汐が常時観測されている。

## イベント
- 「尾鷲イタダキ市」毎月第1土曜日
- 「おわせ港まつり」毎年8月初旬　花火3000発が打ち上げられる。

## かつて運航されていた定期航路
- 須賀利巡航船 尾鷲港 - 須賀利港（どちらも市内、1日4往復）
  - 2012年（平成24年）9月29日をもって廃止[4]。廃止後は尾鷲市ふれあいバスと三重交通の路線バスが同区間を連絡している[5]。